# 馬歡島
馬歡島（直译：「南山島」，直译：「广袤岛」，越南语：／，直译：「永远岛」），位於南海南沙群島北部的島嶼，在费信岛以南5海里（9.3）。岛近长圆形，东西长约360米，南北宽约270米，海拔2.4米，面积约0.08平方公里。
岛上覆盖白色珊瑚沙和贝壳碎屑，杂草丛生，有海鸟栖息，也是海龟产卵之区。挖沙二尺可得淡水，水质好可供饮用。马欢岛之名为1947年所取，以纪念明代郑和航海的随员马欢。马欢島自1974年起由菲律賓实际控制，島上建有哨所和士兵駐扎。中華民國、中華人民共和國、越南亦聲稱對此島擁有主權。

## 名称
马欢島的英語名稱爲「南山岛」（Nanshan Island），源自1905年美国海军煤船「南山號」（USS Nanshan），在搜寻遇难的英国船「西约克号」（West York）时发现此岛，于是将其命名为「南山岛」。
1935年，中华民国水陆地图审查委员会审定公布《中国南海各岛屿华英名对照表》，「Nan Shan Island」被翻译为「南山灣」。1939年，日本佔領南沙群島，此岛命名爲「南洋島」，直到1945年日本投降為止。1947年10月，中华民国内政部公布《南海諸島新舊名稱對照表》，更名爲「馬歡島」，以纪念明代随郑和出使南洋的马欢。
1983年4月，中华人民共和国中国地名委员会公布《我国南海诸岛部分标准地名》，沿用「马欢岛」之名，旁注当地渔民习用名称「大罗孔」或「罗孔」。
菲律賓稱爲「拉越岛」，意爲「广袤岛」。越南方面则称「永远岛」（越南语：／）。

## 歷史
- 1935年，中華民國水陸地圖審查委員會公佈的名稱為「南山湾」。[7]
- 1939年，日本佔領南沙群島，把南沙群島為命名為「新南群島」，並把馬歡島命名為「南洋島」。[4]
- 1947年，中華民國內政部方域司公佈的標準名稱為「馬歡島」，以紀念鄭和下西洋的隨員翻译官馬歡。[7]
- 1974年2月，菲律賓佔領該島。[8]

## 地理
位於太平島東北方約150公里處。全島總面積約0.079平方公里，是南沙群島的第八大島嶼。

## 生態環境

### 植物
- 島上植被覆蓋有諸如椰子樹及灌木叢等熱帶乾旱植物。

### 動物
- 鳥類：設有自然保護區，島的周邊覆蓋高經濟價值的磷酸鹽鳥糞層，還未經大量人工開採。
- 珊瑚：周圍海域保留了天然且極為完整的珊瑚礁自然環境。
- 魚類：眾多種類的熱帶魚種居住在色彩繽紛且種類繁多的珊瑚礁海域中。

## 島上狀況
島上設有一至兩處掩蔽所。有4名菲律宾士兵駐守，而此島也有負責南沙群島東面各個菲佔島礁安全巡視的功能。由於島嶼位處海平面下暗流與暗礁廣佈的危險地帶，因此大型船隻難以靠近。